# Ле-Мениль-Симон (Кальвадос)
Ле-Мени́ль-Симо́н (фр. Le Mesnil-Simon) — коммуна во Франции, находится в регионе Нижняя Нормандия. Департамент коммуны — Кальвадос. Входит в состав кантона Лизьё 3-й кантон. Округ коммуны — Лизьё.
Код INSEE коммуны — 14425.

## Население
Население коммуны на 2010 год составляло 155 человек.
| 1962 | 1968 | 1975 | 1982 | 1990 | 1999 | 2010 |
| ---- | ---- | ---- | ---- | ---- | ---- | ---- |
| 188  | 163  | 163  | 150  | 128  | 155  | 155  |

## Экономика
В 2010 году среди 107 человек трудоспособного возраста (15—64 лет) 71 были экономически активными, 36 — неактивными (показатель активности — 66,4 %, в 1999 году было 79,0 %). Из 71 активных жителей работали 66 человек (36 мужчин и 30 женщин), безработных было 5 (1 мужчина и 4 женщины). Среди 36 неактивных 11 человек были учениками или студентами, 15 — пенсионерами, 10 были неактивными по другим причинам.